# Nharea
Nharea è una municipalità dell'Angola appartenente alla provincia di Bié. Ha 43.774 abitanti (stima del 2006) ed una superficie di 7.560 km².
Il principale comune è l'omonimo Nharea.